# Епархия Бангеда
Епархия Бангеда (лат. Dioecesis Banguedensis) — епархия Римско-Католической церкви с центром в городе Бангед, Филиппины. Юрисдикция епархии Багдеда распространяется на провинцию Абра. Епархия Бангеда входит в митрополию Новой Сеговии. Кафедральным собором епархии Бангеда является церковь святого Иакова.

## История
12 июня 1955 года Римский папа Пий XII выпустил буллу Cum misericos, которой учредил территориальную прелатуру Бангеда, выделив её из apxиепархии Новой Сеговии.
15 ноября 1983 года Римский папа Иоанн Павел II издал буллу Cum Decessores, которой преобразовал территориальную прелатуру Бангеда в епархию.

## Ординарии епархии
- епископ Odilo Etspueler (1956 — 1987);
- епископ Cesar Raval (1988 — 1992);
- епископ Artemio Lomboy Rillera (1993 — 2005);
- епископ Leopoldo Corpuz Jaucian (2007 — по настоящее время).

## Источник
- Annuario Pontificio, Ватикан, 2007
- Булла Cum misericos, AAS 47 (1955), стр. 705  (лат.)
- Булла Cum Decessores, AAS 75 (1983), стр. 357  (лат.)